# Maurice Duverger
Maurice Duverger (Angulema, 5 de juny de 1917-París, 17 de desembre de 2014) va ser un jurista, politòleg i polític francès.

## Biografia
Va ser educat en una escola catòlica de Bordeus. Per influència del seu oncle, des de ben jove es va interessar per la política i va militar en partits d'extrema dreta, amb 17 anys es va unir a la Unió Popular Republicana (UPR) liderada per Philippe Henriot, futur responsable de la propaganda del règim col·laboracionista de Vichy. Tres anys més tard s'adhereix al Partit Popular Francès (PPF) i serà responsable a Bordeus de la Unió Popular de la Joventut Francesa (UPJF), organització juvenil del Partit Popular Francès (PPF). El PPF és un partit feixista liderat per Jacques Doriot, que posteriorment durant l'ocupació serà suport del mariscal Pétain. Abandonarà aquest partit el 1938.
Estudia a la Facultat de Dret de la Universitat de Bordeus, on es doctora el 1940. Desenvoluparà la seva actitvitat universitària com a professor a les Facultats de Dret de Potiers (1942-43), Bordeus (1943-45), París (1955-71) i Universitat de París I (1971-1985) on es jubilarà. És fundador i director de l'Institut d'Estudis Polítics de Bordeus (1948-1955). És un dels fondadors del Departament de Ciències Polítiques de la Sorbona (Paris I), l'any 1969, el primer departament universitari a França dedicat exclusivament a les ciències polítiques. L'any 1976 fundarà a la mateixa Sorbona el Centre d'Anàlisi Comparatiu de Sistemes Polítics (Centre d'Analyse Comparative des Systèmes Politiques).
A més de la seva activitat acadèmica es va dedicar també intensament a la publicació d'articles de premsa. Editorialista del diari Le Monde (des de 1946), col·laboracions als diaris L'Express, Nouvel Observateur i també a premsa estrangera com el Corriere de la Sera i El País.
La seva brillant carrera es va veure enterbolida durant la dècada dels 50 per acusacions d'antisemitisme degut al seu article de doctrina comentant les lleis antijueves promulgades pel règim de Vichy a l'any 1941. Aquesta recurrent polèmica tornar a aflorar més tard quan les revistes Minute el 1968 i Actuel el 1988 el tornen a acusar d'haver legimitat les lleis discriminatòries anti-jueves del règim de Vichy. Però guanya el judici per difamació contra aquestes revistes. De fet ell sempre va defensar el caràcter "purament científic, és a dir, descriptiu i neutre, de l'article"
Des de 1989 fins a 1994 va ser representant del al Parlament Europeu com a independent del Partit Comunista Italià.

## Aportacions teòriques
És un dels fundadors de la ciència política europea. Autor de nombroses obres de dret constitucional i ciències polítiques.
La seva obra Els partits polítics (1951) esdevingué un clàssic de la sociologia política francesa. Va ser, de fet, el primer autor a establir una connexió directa entre sistema electoral i sistema de partits, atorgant al primer un pes molt major que el que fins llavors se li havia donat i centrant per primera vegada el focus en el qual posteriorment seria un dels principals objectes d'estudi de la ciència política.
Va formular una teoria coneguda com a llei de Duverger, que identifica una correlació entre un sistema de l'elecció i la formació d'un sistema bipartidista.
Analitzant el sistema polític de França de la Cinquena República va encunyar el terme sistema semi-presidencial.

## Obra principal
- Les Constitutions de la France. Paris: PUF, 1944
- Les finances publiques. Paris: PUF, 1950. Trad. en castellà: Hacienda pública. Barcelona: Bosch, 1980
- Les régimes politiques. Paris: PUF, 1948. Trad. en castellà: Los Regímenes políticos. Barcelona: Salvat, 1952
- Les partis politiques. Paris : Lib. Armand Colin, 1951. Trad. castellà: Los partidos políticos. México, D.F.: Fondo de Cultura Económica, 1957
- La participation des femmes à la vie politique. Paris : Unesco, 1955
- Demain la République. Paris: René Julliard, 1958
- La Vè République. Paris: PUF, 1959
- Méthodes de Sciences sociales. Paris: PUF, 1961. Trad. en castellà: Métodos de las ciencias sociales. Barcelona: Ariel, 1962
- La Viè République et le régime présidentiel. Paris: Arthème Fayard, 1961
- De la dictadure. Paris: René Julliard, 1961
- Introduction à la politique. Paris: Gallimard, 1964. Trad. en català: Introducció a la política. Sant Cugat del Vallès: Delos-Aymà, 1966. Trad. en castellà: Introducción a la política. Barcelona: Ariel, 1964
- Sociologie politique. Paris: PUF, 1966. Trad. en castellà: Sociología política. Barcelona: Ariel, 1982
- La démocratie sans le peuple. Paris: Le Seuil, 1967. Trad. en castellà: La democracia sin el pueblo. Barcelona: Ariel, 1967
- Institutions politiques et droit constitutionnel. Paris: PUF, (1970). Trad. en castellà: Instituciones políticas y derecho constitucional. Barcelona: Ariel, 1970
- Janus: les deux faces de l'Occident. Paris: Arthème Fayard, 1972. Trad. en castellà: Las Dos caras de occidente. Barcelona: Ariel, 1972
- Sociologie de la politique. Paris: PUF, 1973. Trad. en castellà: Sociología de la política: elementos de ciencia política. Barcelona: Ariel, 1975
- La monarchie républicaine. Paris: Robert Laffont, 1974. Trad. en castellà: La Monarquía republicana, o, como las democracias eligen a sus reyes. Barcelona: Dopesa, 1974
- Lettre Ouverte aux Socialistes. Paris: Albin Michel, 1976. Trad. en castellà: Carta abierta a los socialistas. Barcelona: Martínez Roca, 1976
- L'Autre côté des choses. Paris: Albin Michel, 1977
- Echec au roi. Paris: Albin Michel, 1978
- Les orangers du lac Balaton. Paris: Le Seuil, 1980. Trad. en castellà: Los Naranjos del lago Balatón: lo muerto y lo vivo en la ciencia social de Marx. Barcelona: Ariel, 1981
- La République des Citoyens. Paris: Ramsay, 1982
- Bréviaire de la cohabitation. Paris: PUF, 1986
- La Cohabitation des Français. Paris: PUF, 1987
- La Lièvre libéral et la tortue européenne. Paris: Albin Michel, 1990. Trad. en castellà: La Liebre liberal y la tortuga europea. Barcelona: Ariel, 1992
- Europe des Hommes: Une Métamorphose Inachevée. Paris: Odile Jacob, 1994. Trad. en castellà: La Europa de los hombres: una metamorfosis inacabada. Madrid: Alianza, 1994
- L'Europe dans tous ses États. Paris: PUF, 1995

## Premis i distincions

### Doctorhonoris causa
Maurice Duverger és doctor honoris causa en diverses universitats :
- Universitat de Siena
- Universitat de Ginebra
- Universitat de New Jersey
- Universitat de Milà
- Universitat de Barcelona
- Universitat de Varsòvia
- Universitat de Sofia
- Universitat de Praga
- Universitat d'Atenes
- Universitat Autònoma de Barcelona (1988)[5]